# 2017年國家聯盟冠軍賽
2017年國家聯盟冠軍賽是美國職棒大聯盟季後賽第二輪的比賽，由國聯西區冠軍洛杉磯道奇對上國聯中區冠軍，同時也是衛冕軍芝加哥小熊。去年小熊4-2淘汰道奇，然而今年主場優勢是在道奇這邊。最後道奇以4-1甜蜜復仇，挺進世界大賽。

## 芝加哥小熊對洛杉磯道奇
道奇4比1獲勝
| 场次 | 客队 | 比分  | 主队 | 日期     | 场地       | 观众人数 |
| ---- | ---- | ----- | ---- | -------- | ---------- | -------- |
| 1    | 小熊 | 2：5  | 道奇 | 10月14日 | 道奇體育場 | 54,289   |
| 2    | 小熊 | 1：4  | 道奇 | 10月15日 | 道奇體育場 | 54,479   |
| 3    | 道奇 | 6：1  | 小熊 | 10月17日 | 瑞格利球場 | 41,871   |
| 4    | 道奇 | 2：3  | 小熊 | 10月18日 | 瑞格利球場 | 42,195   |
| 5    | 道奇 | 11：1 | 小熊 | 10月19日 | 瑞格利球場 | 42,735   |

## 逐场战况

### 10月14日 第一场
道奇體育場，加利福尼亞州，洛杉磯
辛苦淘汰掉國民的小熊，風塵僕僕搭飛機來到洛杉磯，中間甚至飛到墨西哥轉機，因為本戰先發José Quintana家裡有狀況亟需處理。 
而搞定一切後，小熊前4局靠著荷西·昆塔納穩健發揮，讓道奇打線一籌莫展；進攻則靠著Albert Almora Jr.的2分砲取得領先。然而，從這支全壘打之後，小熊打線陷入了連上壘都辦不到的冬眠期。
不過到了5下，地主道奇逮住荷西·昆塔納狀況不穩，將比數一舉扳平。而道奇隊的先發克萊頓·克蕭，本戰主投5局挨4安失2分，送出4次三振1次保送。
追平比數的道奇再接再厲，6下和7下各來一支陽春砲，接著在一次關鍵的本壘攻防戰翻盤成功，一口氣拉到5:2。
8上2出局，肯利·簡森提前上班，連發4K，幫助道奇順利搶得頭香。
| 芝加哥小熊 | 0 | 0 | 0 | 2 | 0 | 0 | 0 | 0 | 0 | 2 | 4 | 0 |
| 洛杉磯道奇 | 0 | 0 | 0 | 0 | 2 | 1 | 2 | 0 | X | 5 | 8 | 0 |
| 勝投： 前田健太 (1–0) 敗投： Hector Rondon (0–1) 救援成功： 肯利·簡森 (1) 全壘打： 小熊：Albert Almora Jr. (4上，2分) 道奇：Chris Taylor (6下，1分)、Yasiel Puig (7下，1分) |   |   |   |   |   |   |   |   |   |   |   |   |

### 10月15日 第二场
道奇體育場，加利福尼亞州，洛杉磯
小熊推出喬恩·萊斯特，對上道奇里奇·希爾，希望將戰局扳平。
小熊G2打線的表現，和G1差不多，一樣是率先得分的一邊。5上靠著艾迪生·羅素的全壘打打破鴨蛋，但之後就只靠著Jon Lester的一壘安打和安東尼·瑞佐的觸身球上到一壘。
而道奇的反擊下個半局也來了，Justin Turner在2出局敲出適時安打，護送二壘跑者回來追平。之後Jon Lester投出保送後被換下去。
雙方再次比牛棚，直到9下，儘管Brian Duensing先保送Yasiel Puig，但也抓了2個出局數。然而此時，昨天因為抗議而被趕出去的喬·梅登卻換上約翰·雷基，結果又保送了Chris Taylor，然後下一棒的Justin Turner轟出再見3分球，讓道奇帶著2:0優勢前進芝加哥。
| 芝加哥小熊 | 0 | 0 | 0 | 0 | 1 | 0 | 0 | 0 | 0  | 1 | 3 | 0 |
| 洛杉磯道奇 | 0 | 0 | 0 | 0 | 1 | 0 | 0 | 0 | 3X | 4 | 5 | 0 |
| 勝投： Kenley Jansen(1-0) 敗投： Brian Duensing(0-1) 全壘打： 小熊：Addison Russell (5上，1分) 道奇：Justin Turner(9下，3分) |   |   |   |   |   |   |   |   |    |   |   |   |

### 10月17日 第三场
瑞格利球場，伊利諾州，芝加哥
回到主場的小熊，在第1局就有了好的開始，靠著凱爾·舒瓦伯的陽春砲再度先馳得點，但達比修有主投6.1局被打6安，送出7K，也就只失這麼1分，加上道奇火力及時加倍奉還與牛棚合力守成，讓小熊3年內第2次在NLCS陷入0:3的絕對劣勢。
| 洛杉磯道奇 | 0 | 1 | 1 | 0 | 1 | 1 | 0 | 2 | 0 | 6 | 9 | 0 |
| 芝加哥小熊 | 1 | 0 | 0 | 0 | 0 | 0 | 0 | 0 | 0 | 1 | 8 | 2 |
| 勝投： 達比修有 (1–0) 敗投： 凱爾·漢崔克斯 (0–1) 全壘打： 道奇：安德烈·伊瑟爾 (2上，1分)、Chris Taylor (3上，1分) 小熊：Kyle Schwarber (1下，1分) |   |   |   |   |   |   |   |   |   |   |   |   |

### 10月18日 第四场
瑞格利球場，伊利諾州，芝加哥
眼看前年被橫掃的陰影再現，2015年國聯賽揚獎得主傑克·艾瑞亞特挺身而出，繳出6.2局挨3安9K的優質先發，加上小熊打線轟出3支全壘打，力壓道奇的2支，成功續命。
即使如此，小熊還是贏得精疲力盡，還差點被離譜的誤判影響，喬·梅登也（再次）被判下場。
| 洛杉磯道奇 | 0 | 0 | 1 | 0 | 0 | 0 | 0 | 1 | 0 | 2 | 4 | 0 |
| 芝加哥小熊 | 0 | 2 | 0 | 0 | 1 | 0 | 0 | 0 | x | 3 | 5 | 0 |
| 勝投： 傑克·艾瑞亞特 (1–0) 敗投： Alex Wood (0–1) 救援成功： 韋德·戴維斯 (1) 全壘打： 道奇：科迪·貝林傑 (3上，1分)、賈斯汀·特納 (8上，1分) 小熊：威爾遜·康崔拉斯 (2下，1分)、哈維爾·巴耶茲 (2下，1分、5下，1分) |   |   |   |   |   |   |   |   |   |   |   |   |

### 10月19日 第五场
瑞格利球場，伊利諾州，芝加哥
連續4場讓小熊先得分的道奇，這場從一開始就全力轟炸。不僅1上先馳得點後，安立奎·赫南德茲再轟出陽春砲，生涯在季後賽的第一支全壘打和第一分打點同時入帳。
但對小熊而言，這只是惡夢的開端。3上道奇再接再厲，靠連續4支安打串聯擠回1分，將先發投手荷西·昆塔納打退場，然後安立奎·赫南德茲一支右外野方向的滿貫砲，徹底轟垮小熊。
有了隊友大力贊助，去年在G6無力阻擋小熊晉級的克萊頓·克蕭上演復仇記自然得心應手。他主投6局只被打出3支安打送出5K1BB，小熊唯一對書僮造成的傷害只有克里斯·布萊恩4上左外野方向的陽春砲。
到了9上，安立奎·赫南德茲臨去秋波，轟出單場第3支全壘打，一個人灌進7分打點，成為本場比賽的最大功臣。最終道奇以11:1打敗小熊，拿下國聯冠軍，相隔29年再次闖進世界大賽。
| 洛杉磯道奇 | 1 | 1 | 5 | 2 | 0 | 0 | 0 | 0 | 2 | 11 | 16 | 0 |
| 芝加哥小熊 | 0 | 0 | 0 | 1 | 0 | 0 | 0 | 0 | 0 | 1  | 4  | 0 |
| 勝投： 克萊頓·克蕭（1-0） 敗投： 荷西·昆塔納（0-1） 全壘打： 道奇：安立奎·赫南德茲 (2上，1分；3上，4分；9上，2分) 小熊：克里斯·布萊恩 (4下，1分) |   |   |   |   |   |   |   |   |   |    |    |   |